# 오픈 휠 카

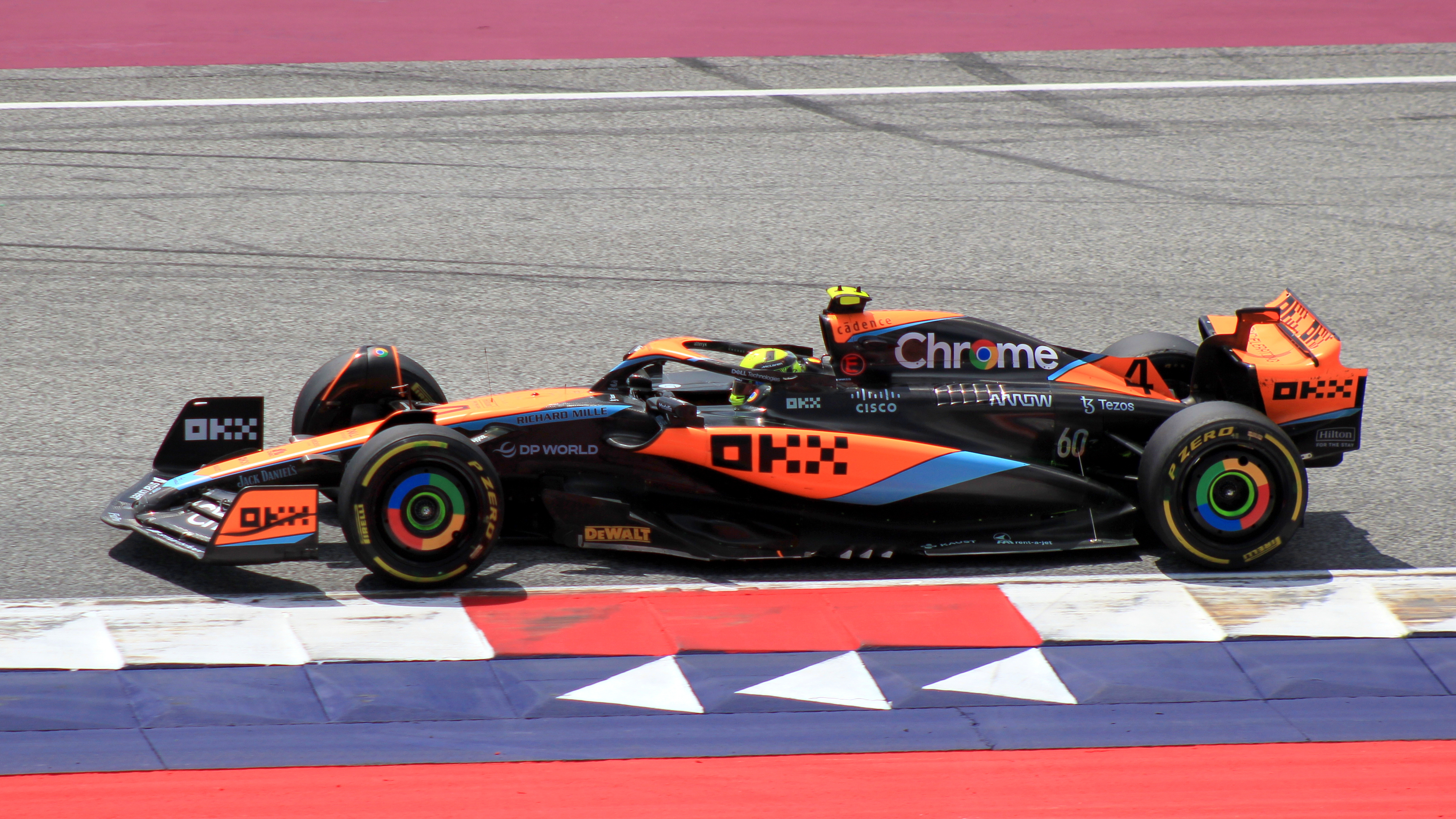
2023년 포뮬러 원 카. 랜도 노리스가 맥라렌 MCL60을 운전하고 있다.

오픈 휠 카(Open-wheel car)는 바퀴가 자동차 본체 외부에 있고 일반적으로 좌석이 1개만 있는 자동차이다. 오픈휠 자동차는 차체 아래나 펜더 내부에 바퀴가 있는 노면전차, 스포츠카, 스톡카, 투어링카와 대조를 이룬다. 오픈 휠 자동차는 로드 경주와 타원형 트랙 경주를 위해 제작되었다. 아리엘 아톰과 같이 공공 도로(거리 합법)에서 사용하도록 허가된 오픈 휠 자동차는 일상적인 사용에 종종 적합하지 않기 때문에 흔하지 않다.